# Islas Tuamotu-Gambier
Las Islas Tuamotu-Gambier (en Idioma francés: Îles Tuamotu-Gambier o Archipels des Tuamotu et des Gambier o Archipel des Tuamotu-Gambier o Tuamotu-Gambier u oficialmente Subdivision administrative des Îles Tuamotu-Gambier) es una de las cinco subdivisiones administrativas de la Polinesia Francesa y se compone de dos archipiélagos cercanos entre sí, el de las islas Gambier y el de las islas Tuamotu. Posee una superficie de 726,5 kilómetros cuadrados y una población estimada de 16881 personas según datos de 2017. 

## División administrativa
Este grupo de archipiélagos se subdivide en diecisiete comunas a saber:

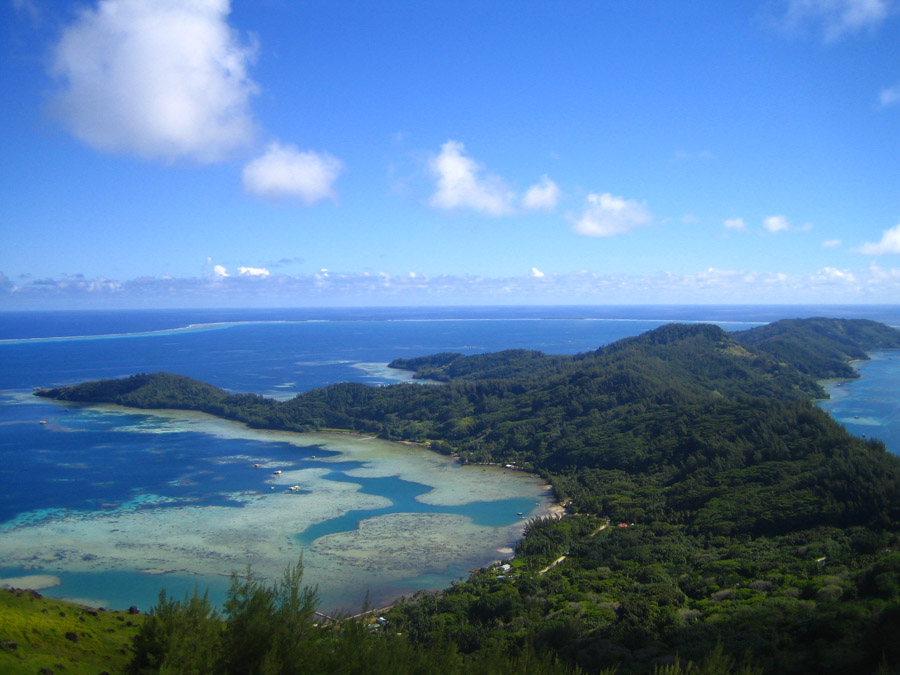
Mangareva, Islas Gambier

- Islas Tuamotu de noroeste a sureste son:
  - Comuna de Rangiroa
  - Comuna de Manihi
  - Comuna de Arutua o Islas Palliser
  - Comuna de Takaroa o Islas del Rey Jorge (îles du Roi Georges)
  - Comuna de Fakarava
  - Comuna de Napuka o Islas de la Decepción (îles du Désappointement)
  - Comuna de Anaa
  - Comuna de Makemo
  - Comuna de Fangatau
  - Comuna de Puka Puka
  - Comuna de Hikueru
  - Comuna de Hao
  - Comuna de Tatakoto
  - Comuna de Nukutavake
  - Comuna de Reao
  - Comuna de Tureia

- Islas Gambier:
  - Grupo Acteón e islas menores